# Імператор Стародавнього Риму
Ри́мський імпера́тор — правитель Римської держави впродовж імперської доби (починаючи з 27 до н. е.). Римляни не вживали єдиного терміна для найменування цієї найвищої посадової особи держави. У різні часи вживались такі латинські титули: imperator, augustus, caesar і princeps. Протягом історії імператори використовували різноманітні титули. Часто, коли даний римський правитель описується як «імператор», це означає те, що він отримав титул augustus (а пізніше basileus). Іншим титулом, який часто використовувався, був цезар, який використовувався для позначення спадкоємців, і імператор, спочатку військовий почесний титул. Ранні імператори також використовували титул princeps civitatis («перший громадянин»). Імператори часто збиралися республіканські титули, зокрема принцепс сенат, консул і великий. Римляни вважали посаду імператора відмінною від посади короля. Перший імператор Август рішуче відмовився від визнання монарха. Протягом перших трьохсот років римських імператорів, від Августа до Діоклетіана, намагалися зобразити імператорів як лідерів республіки, побоюючись будь-якого зв'язку з королями Риму до республіки.
Від Діоклетіана, чиї тетрархічні реформи також розділили положення на одного імператора на Заході та одного на Сході, до кінця імперії, імператори правили у відкрито монархічному стилі і не зберігали номінального принципу республіки, але контраст із «королями» зберігався: хоча імперська спадкоємність загалом була спадковою, вона була спадковою лише за наявності відповідного кандидата, прийнятного для армії та бюрократії, тому принцип автоматичного успадкування не був прийнятий. Елементи республіканської інституційної бази (сенат, консули, магістрати) збереглися й після розпаду Західної. Деякі імператори після смерті отримували божественний статус. З остаточним встановленням гегемонії християнства, імператор став розглядатися як обраний Богом правитель, а також особливий захисник і лідер християнської Церкви на Землі, хоча на практиці повноваження імператора в церковних справах піддавалися оскарженню.

## Передісторія та початок
Сучасні історики традиційно вважають Августа першим імператором, тоді як Юлій Цезар вважається останнім диктатором Римської республіки, і ця точка зору бере свій початок від римських письменників Плутарха, Тацита та Кассія Діона. Проте більшість римських письменників, включаючи Йосипа Флавія, Плінія Молодшого, Светонія та Аппіана, а також більшість звичайних людей Імперії, вважали Юлія Цезаря першим імператором.
Наприкінці Римської республіки жоден новий, і, звичайно, жоден титул не вказував на особу, яка мала верховну владу. Оскільки emperor можна розглядати як англійський переклад imperator, то Юлій Цезар був імператором, як і кілька римських полководців до нього. Натомість до кінця громадянських воєн, у яких Юлій Цезар очолював свої армії, стало зрозуміло, що не існує консенсусу щодо повернення до монархії старого зразка, але період, коли кілька чиновників, наділених однаковою владою від сенату, боротьба один з одним прийшла до кінця.
Юлій Цезар, а потім і Август після нього, накопичили посади та титули найвищого значення в республіці, зробивши владу, яка надається за цими посадами, постійною і не дозволяючи будь-кому з подібними прагненнями накопичувати чи зберігати владу для себе. Однак Юлій Цезар, на відміну від тих, хто був після нього, зробив це без голосування та схвалення Сенату.
Юлій Цезар обіймав республіканські посади консула чотири рази і диктатора п'ять разів, був призначений диктатором назавжди (dictator perpetuo) у 45 році до нашої ери і був «pontifex maximus» протягом тривалого періоду. Він отримав ці посади за згодою сенатора і незадовго до свого вбивства був наймогутнішою людиною в римському світі.
У заповіті Цезар призначив своїм спадкоємцем прийомного сина Октавіана. Після смерті Цезаря Октавіан успадкував майно і родовід свого прийомного батька, лояльність більшості своїх союзників і — знову ж таки через офіційну процедуру згоди сенатора — все більшу кількість титулів і посад, які дісталися Цезарю. Через десять років після смерті Цезаря перемога Октавіана над його колишнім союзником Марком Антонієм при Акціумі поклала край будь-якій ефективній опозиції та підтвердила верховенство Октавіана.
У 27 р. до н. е. Октавіан виступив перед Сенатом і запропонував піти з активної політики та уряду; Сенат не тільки попросив його залишитися, але й збільшив його повноваження і зробив їх довічними, присвоївши йому титул Августа (піднесений або божественний, дещо менший, ніж бог, але наближений до божества). Август залишався на посаді до самої смерті; велика широта його вищих повноважень як принцепса та постійного імператора римських армій гарантувала мирне продовження того, що номінально залишалося республікою. Його «відновлення» повноважень Сенату та народу Риму було демонстрацією його auctoritas і благочестивої поваги до традиції.
Деякі пізніші історики, такі як Тацит, сказали б, що навіть після смерті Августа справжнє відновлення Республіки могло бути можливим. Натомість Август активно готував свого прийомного сина Тиберія, щоб він став своїм наступником, і подав свою справу в Сенат про успадкування за заслугами. Сенат оскаржив це питання, але зрештою підтвердив Тиберія принцепсом. Прийшовши до влади, Тіберій доклав значних зусиль, щоб спостерігати за формами та повсякденним змістом республіканського правління.

## Класичний період
У Римі не було жодної конституційної посади, титулу чи рангу, точно еквівалентних англійському титулу «римський імператор». Римляни імперської епохи використовували кілька титулів для позначення своїх імператорів, і всі вони були пов'язані з доімперською, республіканською епохою.
Очікувалося, що римські магістрати в офіційних справах носять форму тоги, пов'язану з їх посадою; різні тоги носили різні чини; старші магістрати мали право на тоги, облямовані пурпуром. Тріумфальний імператор республіки мав право носити тогу пікта (суцільного фіолетового кольору, багато вишиту) на час тріумфального обряду. Під час Пізньої республіки це право було розширено на наймогутніших. Вважається, що Помпей і Цезар носили тріумфальну тогу та інші тріумфальні вбрання на громадських заходах. Пізніші імператори відрізнялися носінням тог пурпурних, пурпурових тог; звідси фраза «одягнути пурпур» для припущення імператорської гідності.
Титулами, які зазвичай асоціюються з імператорською гідністю, є imperator («командир»), що підкреслює військову зверхність імператора і є джерелом англійського слова emperor; Цезар, яке спочатку було ім'ям, але стало використовуватися для призначеного спадкоємця (як Nobilissimus Caesar, «Найблагородніший Цезар») і було збережено після вступу. Титул правлячого імператора був описовий Август («величний» або «поважний», який мав відтінки божественного), який був прийнятий після вступу. У грецькій мові усі ці три титули передавалися як autokratōr («Αὐτοκράτωρ»), кайсар, augoustos («Αὔγουστος») або sebastos («Σεβαστός») відповідно. У тетрархії Діоклетіана збереглися традиційні старшини: «Август» був зарезервований для двох старших імператорів, а «Цезар» для двох молодших імператорів — кожен делегував частку влади та відповідальності, але кожен повинен був бути імператором у очікуванні на смерть його старшого.

## Повноваження
Коли Август заснував Принцепса, він відмовився від верховної влади в обмін на сукупність різних повноважень і посад, що саме по собі було демонстрацією його auctoritas («авторитету»). Маючи сенат принцепса, імператор оголошував відкриття та закриття кожної сесії Сенату, оголошував порядок денний Сенату, нав’язував правила та правила, яким Сенат слідувати, і зустрічався з іноземними послами від імені Сенату. Будучи pontifex maximus, імператор став головним розпорядником релігійних справ, надавши йому повноваження проводити всі релігійні церемонії, освячувати храми, контролювати римський календар (додаючи або вилучаючи дні за потребою) а також узагальнює догмат Римської релігії. 

## Західна Європа
Після падіння Римської імперії титул Римський імператор перейшов до правителів Східної Римської імперії (т.з. Візантії).
У Західній Європі титул римських імператорів носили германські монархи, правителі Священної Римської імперії. Вперше цей титул прийняв Карл I Великий у 800 році. Його нащадки використовували цю титулатуру до 1806 року.

## Османська імперія
Після завоювання турками Константинополя, столиці Візантійської (Римської) імперії в 1453 році, султани Османської імперії стали носити титул «імператорів Риму» (тур. Kayser-i Rum). Він використовувався у титулатурі правителів цієї держави до 1922 року.
До 1461 року, до падіння Трапезундської імперії під ударами Османів, титул римських імператорів носили її правителі.